# Usatama infumatus
Genre
Espèce
Usatama infumatus, unique représentant du genre Usatama, est une espèce d'opilions laniatores de la famille des Kimulidae.

## Distribution
Cette espèce est endémique du département de Cundinamarca en Colombie. Elle se rencontre vers Silvania.

## Description
Le mâle holotype mesure 3,65 mm, les femelles mesurent de 3,17 à 3,53 mm.

## Publication originale
- Kury, García & Medrano, 2019 : « A new genus of Kimulidae; first record of the family from Colombia (Opliones, Grassatores). » Comptes Rendus Biologies, vol. 342, p. 236–244.